# William Tufts Brigham
William Tufts Brigham (* 24. Mai 1841 in Boston, Massachusetts; † 30. Januar 1926 in Honolulu) war ein US-amerikanischer Geologe, Botaniker, Ethnologe und Museumsdirektor. Sein offizielles botanisches Autorenkürzel lautet „Brigham“.

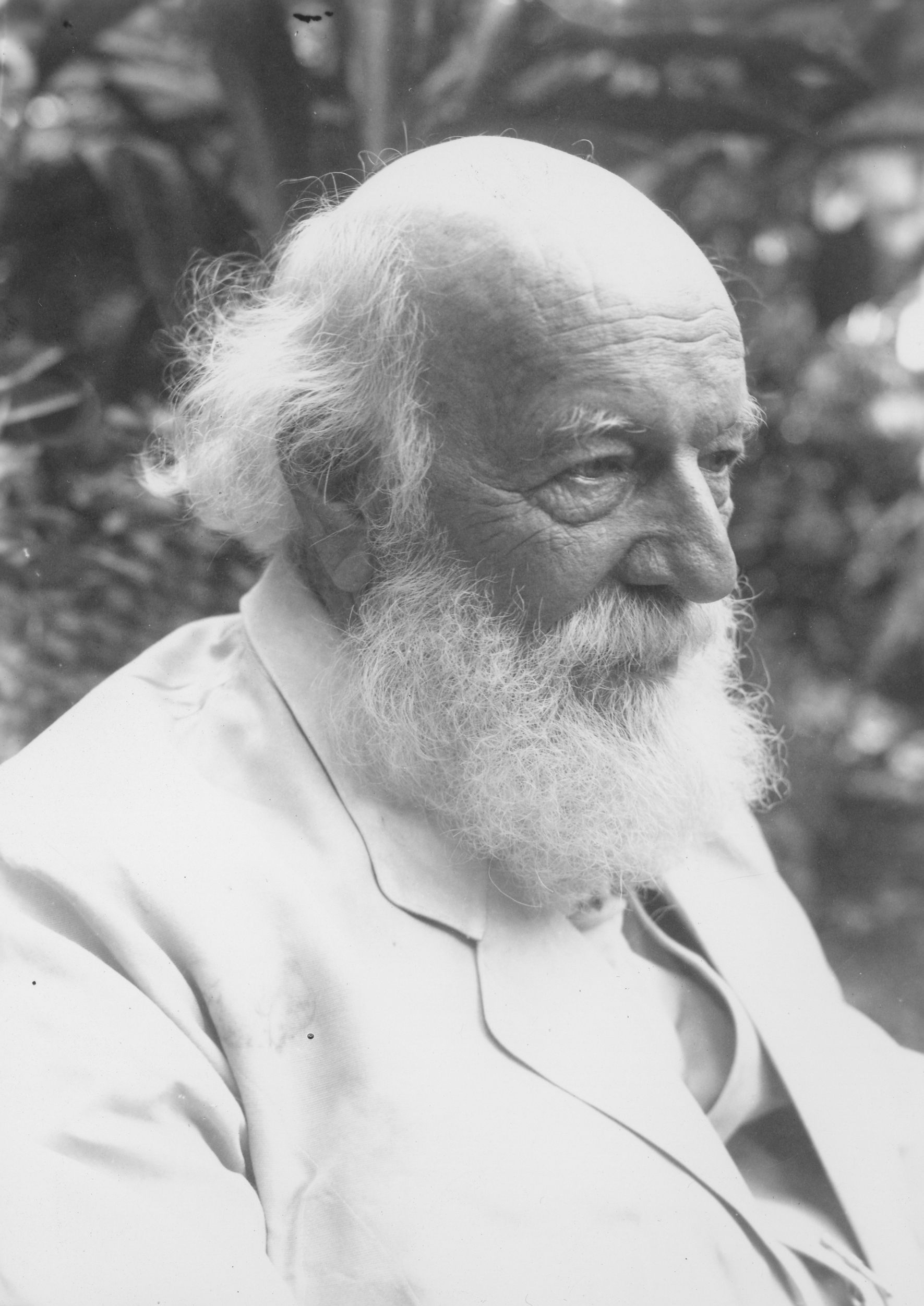
William Tufts Brigham

## Leben
Brighams Vater William Brigham war Rechtsanwalt in Boston. Nach dem Besuch der Boston Latin School absolvierte Brigham ein Jurastudium an der Harvard University und graduierte 1862 mit dem Master-Abschluss. 1864 studierte er Botanik und von 1864 bis 1865 begleitete er den Botaniker Horace Mann junior zu botanischen Exkursionen auf die Hawaii-Inseln. 1867 wurde er als Barrister zugelassen. 1892 wurde er der erste Kurator des Bernice P. Bishop Museums in Honolulu und von 1898 bis zu seiner Pensionierung im Jahre 1918 war er der erste Direktor des Museums.
Brigham war Mitglied der American Academy of Arts and Sciences (1869), der California Academy of Sciences und der Philadelphia Academy of Natural Sciences.

## Nach Brigham benannte Taxa
Horace Mann junior benannte Gardenia brighamii und Asa Gray die Pflanzengattung Brighamia zu Ehren von William Tufts Brigham.

## Werke
- Bibliography of the Hawaiian Islands (mit Sanford Dole), 1869
- Cast catalogue of antique sculpture; With an introduction to the study of ornament, 1874
- Northern California, Oregon, and the Sandwich Islands (mit Charles Bernard Nordhoff) (Online), 1875
- Guatemala: The Land of the Quetzal, 1887
- Hawaiian feather work, 1899
- An index to the islands of the Pacific Ocean: a handbook to the chart on the walls of the Bernice Pauahi Bishop Museum of Polynesian Ethnology and Natural History, 1900
- A handbook for visitors to the Bernice Pauahi Bishop Museum of Polynesian Ethnology and Natural History (Online), 1903
- Additional notes on Hawaiian feather work, 1903
- The ancient Hawaiian house, 1908
- The volcanoes of Kilauea and Mauna Loa on the island of Hawaii: their variously recorded history to the present time, 1909